# Kornel Michejda

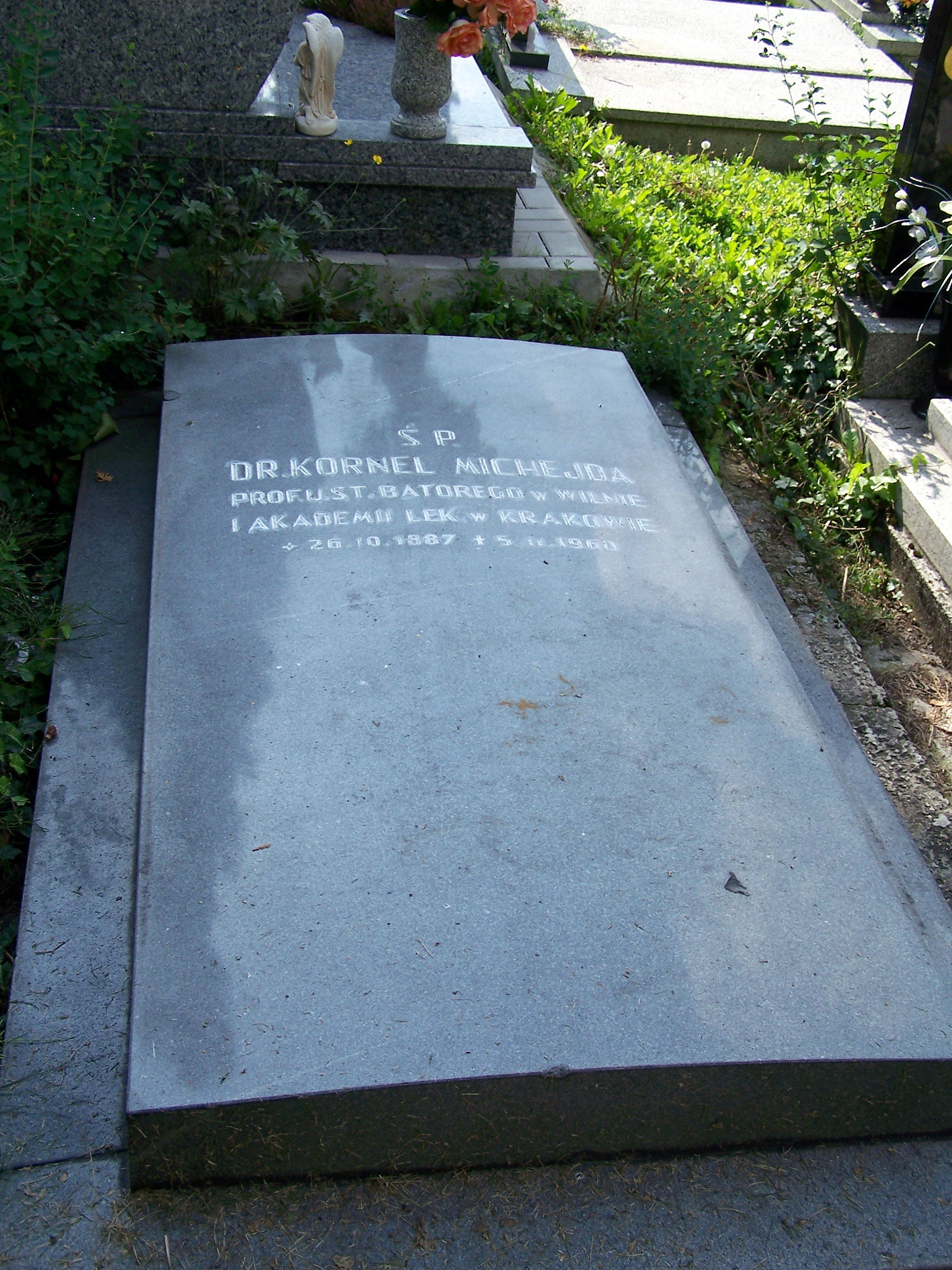
Grób Kornela Michejdy na cmentarzu ewangelicko-augsburskim w Cieszynie

Kornel Michejda (ur. 26 października 1887 w Bystrzycy, zm. 5 listopada 1960 w Krakowie) – polski chirurg, profesor na Uniwersytecie Wileńskim (1922–1939), Akademii Medycznej w Gdańsku, Uniwersytecie Jagiellońskim, a następnie Akademii Medycznej w Krakowie.

## Życiorys
Urodził się w rodzinie Karola i Marii z Szołtysów. Po ukończeniu w 1905 roku gimnazjum w Cieszynie studiował na Wydziale Lekarskim Uniwersytetu Jagiellońskiego, 14 lutego 1914 roku uzyskał pod kierunkiem prof. Bronisława Kadera tytuł doktora wszech nauk lekarskich.
W czasie I wojny światowej był ochotnikiem w stopniu majora rezerwy, pracował w wojskowym szpitalu garnizonowym. Od października 1920 roku pełnił funkcję tymczasowego kierownika Kliniki Chirurgicznej Uniwersytetu Jagiellońskiego, siedem miesięcy później ustąpił z tego stanowiska, jego następcą był Maksymilian Rutkowski. Od 1922 roku mieszkał w Wilnie, gdzie był profesorem chirurgii na Uniwersytecie Stefana Batorego, równocześnie został profesorem nadzwyczajnym. W 1930 roku uzyskał tytuł profesora zwyczajnego, przez dwie kadencje był dziekanem Wydziału Lekarskiego, był redaktorem czasopisma „Polski Przegląd Chirurgów”, autor wielu prac. W lipcu 1939 roku zorganizował we Lwowie ostatni przed II wojną światową Zjazd Chirurgów Polskich podczas którego został wybrany na prezesa Towarzystwa Chirurgów Polskich.
Po zamknięciu Uniwersytetu Stefana Batorego w grudniu 1939 roku pracował jako chirurg w szpitalach na Wileńszczyźnie. Podczas okupacji hitlerowskiej pomagał Żydom i ukrywał przed Niemcami swoich kolegów Żydów, anatoma Michała Reichera i okulistę Ignacego Abramowicza. W uznaniu tych zasług w 1992 roku przyznano mu pośmiertnie tytuł Sprawiedliwego wśród Narodów Świata. 
W marcu 1945 roku podczas wysiedlania Polaków z Ziemi Wileńskiej wyjechał do Lublina, krótki czas mieszkał w Łodzi, a następnie w Katowicach, gdzie kierował oddziałem chirurgicznym w Szpitalu Miejskim. Po utworzeniu w październiku 1945 roku Akademii Medycznej w Gdańsku został tam skierowany, gdzie przekształcił tworzony oddział chirurgiczny w I Klinikę Chirurgiczną. Pełnił tam funkcję pierwszego dziekana Wydziału Lekarskiego, w 1946 roku był organizatorem pierwszego powojennego Zjazdu Chirurgów Polskich. Został powołany przez Główną Komisję do Badania Zbrodni Niemieckich w Polsce jako biegły podczas procesów norymberskich, swoje wnioski zebrał w obszernym raporcie dotyczącym doświadczeń na ludziach. W 1948 roku przeniósł się do Krakowa, gdzie został nominowany na stanowisko kierownika II Kliniki Chirurgicznej na Uniwersytecie Jagiellońskim. W latach 1950–1953 był pierwszym rektorem utworzonej w Krakowie Akademii Medycznej, prowadził wówczas badania naukowe nad chirurgią żołądka i jelita grubego. W 1957 roku zwrócił się z prośbą do rektora Akademii Medycznej o odwołanie z funkcji kierownika i przejście w stan spoczynku.
Od 14 września 1914 był mężem Zofii z Wyżykowskich.
Pochowany na cmentarzu ewangelicko-augsburskim w Cieszynie (sektor 6-1-4).

## Dorobek naukowy
W latach 1919–1921 opracował modyfikację operacji Albee’ego podczas leczenia gruźlicy kręgosłupa poprzez przeszczep z grzebienia kości goleniowej. Autor wielu prac. Opublikował m.in. Diagnostykę chirurgiczną, głównie z zakresu chirurgii jamy brzusznej. Propagator szybszego wykrywania nowotworów.
Swoje wspomnienia zawarł w autobiografii pt. Wspomnienia chirurga (Wydawnictwo Literackie, 1986, ISBN 83-08-01551-4, z przedmową i w opracowaniu jego syna, Andrzeja Michejdy).

## Członkostwo
- Towarzystwo Chirurgów Polskich;
- Międzynarodowe Towarzystwo Chirurgiczne;
- Towarzystwo Ortopedów Polskich;
- Wileńskie Towarzystwo Naukowo-Lekarskie.
- Polska Akademia Umiejętności, od 1946 członek korespondent[4].

## Ordery i odznaczenia
- Krzyż Komandorski Orderu Odrodzenia Polski (22 lipca 1953)[5]
- Krzyż Oficerski Orderu Odrodzenia Polski (16 lipca 1946)[6]
- Medal 10-lecia Polski Ludowej (13 stycznia 1955)[7]
- Krzyż Komandorski Orderu Świętego Sawy (Królestwo Serbów, Chorwatów i Słoweńców, 1929)
- Medal Sprawiedliwy Wśród Narodów Świata (pośmiertnie, 1992)